# Эдин Блэр
Эдин Блэр (англ. Edyn Blair, род. 7 июля 1988, Уэст-Голливуд, Калифорния) — американская порноактриса, эротическая и гламурная фотомодель.

## Биография
Родилась в июле 1987 года в Западном Голливуде, расположенном в округе Лос-Анджелес (Калифорния), в семье немецкого, шотландского и ирландского происхождения. Её родители развелись, когда ей было три года.
Начала работать гламурной моделью с 18 лет, позже была стриптизёршей и эротической фотомоделью, появляясь в различных публикациях, а также на выставке Exxxotica. Работала визажистом для различных фильмов, а также для своих собственных фотосессий.
Переехала в Лос-Анджелес, где получила контракт в модельном бизнесе с компанией 101 Modeling, что позволило ей дебютировать в порноиндустрии в качестве актрисы в январе 2014 года, в возрасте 26 лет.
Работала с компаниями 3rd Degree, Zero Tolerance, Adam & Eve, Hustler, Wicked Pictures, Devil's Film, Evil Angel, Girlfriends Films, Lethal Hardcore, Bang Productions, Digital Sin, Brazzers.
В 2017 году получила две номинации на AVN Awards в категориях «Лучшая сцена группового секса» за фильм Ginger Orgy и «Лучшая сцена секса в виртуальной реальности» за порнопародию Donald Trump Sex Tape.
Спустя год получила свою первую номинации на XBIZ Award в категории «Лучшая сексуальная сцена в парном фильме или теме» за фильм Adventures with the Baumgartners.
Снялась более чем в 100 фильмах.

## Избранная фильмография
- A History Of Lesbians,[14]
- Bush League 3,[15]
- Crash,[16]
- Do Brunettes Do It Better? 4,[17]
- Fiery Hot Redheads,[18]
- Gingeracial,[19]
- Hair Pie 3,[20]
- Interrogation,[21]
- Lesbian Fashionistas,[22]
- Snapshot[23],
- Transsexual Mashup[24].

## Премии и номинации
| Год  | Церемония                   | Результат | Номинация                                             | Работа                               |
| ---- | --------------------------- | --------- | ----------------------------------------------------- | ------------------------------------ |
| 2016 | AVN Awards                  | Номинация | Приз зрительских симпатий: самый горячий дебютант     | н/д                                  |
| 2017 | AVN Awards                  | Номинация | Лучшая сцена группового секса                         | Ginger Orgy                          |
| 2017 | AVN Awards                  | Номинация | Лучшая сцена секса в виртуальной реальности           | Donald Trump Sex Tape — A XXX Parody |
| 2017 | Spank Bank Awards           | Номинация | Facial Cum Target of the Year                         | н/д                                  |
| 2017 | Spank Bank Awards           | Номинация | Gloryhole Guru of the Year                            | н/д                                  |
| 2017 | Spank Bank Awards           | Номинация | Most Fuckable Feet                                    | н/д                                  |
| 2017 | Spank Bank Awards           | Номинация | Ravishing Redhead of the Year                         | н/д                                  |
| 2017 | Spank Bank Technical Awards | Победа    | Offroading Princess                                   | н/д                                  |
| 2018 | Spank Bank Awards           | Номинация | Best DSL                                              | н/д                                  |
| 2018 | Spank Bank Awards           | Номинация | Ravishing Redhead of the Year                         | н/д                                  |
| 2018 | Spank Bank Technical Awards | Победа    | Tremendously Tantalizing Thickness                    | н/д                                  |
| 2018 | XBIZ Award                  | Номинация | Лучшая сексуальная сцена в парном фильме или тематике | Adventures with the Baumgartners     |